# Баннівська сільська рада
Ба́ннівська сільська́ ра́да — колишня   адміністративно-територіальна одиниця та орган місцевого самоврядування в Болградському районі Одеської області. Адміністративний центр — село Баннівка.

## Загальні відомості
Баннівська сільська рада утворена в 1944 році.
- Територія ради: 55,32 км²
- Населення ради: 1 211 особа (станом на 2001 рік)
- Територією ради протікає річка Котлабух

## Населені пункти
Сільській раді були підпорядковані населені пункти:
- с. Баннівка

## Населення
Згідно з переписом 1989 року населення сільської ради становило 1285 осіб, з яких 597 чоловіків та 688 жінок.
За переписом населення 2001 року в сільській раді мешкала 1181 особа.

### Мова
Розподіл населення за рідною мовою за даними перепису 2001 року:
| Мова       | Відсоток |
| ---------- | -------- |
| болгарська | 89,35 %  |
| російська  | 5,12 %   |
| українська | 3,96 %   |
| молдовська | 0,99 %   |
| гагаузька  | 0,33 %   |
| німецька   | 0,08 %   |

## Склад ради
Рада складалася з 20 депутатів та голови.
- Голова ради: Генчев Віктор Петрович
- Секретар ради: Стоєва Ніна Степанівна

### Керівний склад попередніх скликань
| Прізвище, ім'я, по батькові | Основні відомості                                                         | Дата обрання | Дата звільнення |
| --------------------------- | ------------------------------------------------------------------------- | ------------ | --------------- |
| Генчев Віктор Петрович      | Сільський голова, 1970 року народження, освіта вища, безпартійний         | 26.03.2006   | 31.10.2010      |
| Генчев Віктор Петрович      | Сільський голова, 1970 року народження, освіта вища, член Партії регіонів | 31.10.2010   |                 |

Примітка: таблиця складена за даними сайту Верховної Ради України

### Депутати
За результатами місцевих виборів 2010 року депутатами ради стали:

#### За суб'єктами висування
| Суб'єкт висування                                       | Кількість обраних депутатів | %  |
| ------------------------------------------------------- | --------------------------- | -- |
| Партія регіонів                                         | 12                          | 60 |
| Політична партія Всеукраїнське об'єднання «Батьківщина» | 4                           | 20 |
| Політична партія «Сильна Україна»                       | 2                           | 10 |
| Народна партія                                          | 1                           | 5  |
| Самовисування                                           | 1                           | 5  |

#### За округами
| № округу                                                | Прізвище, ім'я, по батькові       | Дата визнання обраним | Освіта  | Партійна приналежність                        | Відомості про обраного депутата                                                   |
| ------------------------------------------------------- | --------------------------------- | --------------------- | ------- | --------------------------------------------- | --------------------------------------------------------------------------------- |
| Народна Партія                                          |                                   |                       |         |                                               |                                                                                   |
| 10                                                      | Діяк Іван Савелійович             | 01.11.2010            | вища    | член Народної партії                          | Баннівська загальноосвітня школа, вчитель                                         |
| Партія регіонів                                         |                                   |                       |         |                                               |                                                                                   |
| 2                                                       | Кальчев Сергій Меркурійович       | 01.11.2010            | вища    | член Партії регіонів                          | Баннівська сільська рада, водії                                                   |
| 3                                                       | Маламел Олена Андріївна           | 01.11.2010            | вища    | член Партії регіонів                          | сільськогосподарський виробничий кооператив «Баннівка», головний бухгалтер        |
| 5                                                       | Чилібійський Сергій Христофорович | 01.11.2010            | середня | член Партії регіонів                          | тимчасово не працює                                                               |
| 7                                                       | Генчев Петро Георгійович          | 01.11.2010            | середня | член Партії регіонів                          | сільськогосподарський виробничий кооператив «Баннівка», завідувач ферми           |
| 8                                                       | Чилібійський Яків Іванович        | 01.11.2010            | середня | член Партії регіонів                          | сільськогосподарський виробничий кооператив «Баннівка», інструктор зі спорту      |
| 9                                                       | Стоєва Ніна Степанівна            | 01.11.2010            | вища    | позапартійна                                  | Баннівська сільська рада, секретар                                                |
| 12                                                      | Бочев Дмитро Дмитрович            | 01.11.2010            | вища    | член Партії регіонів                          | ООО «Міленіум», голова                                                            |
| 13                                                      | Олтян Тимур Іванович              | 01.11.2010            | середня | член Партії регіонів                          | сільськогосподарський виробничий кооператив «Баннівка», водій                     |
| 15                                                      | Волков Володимир Іванович         | 01.11.2010            | середня | член Партії регіонів                          | сільськогосподарський виробничий кооператив «Баннівка», голова ревізійної комісії |
| 16                                                      | Амуров Степан Степанович          | 01.11.2010            | середня | член Партії регіонів                          | приватний підприємець «Амуров С. С.», голова                                      |
| 18                                                      | Амуров Віктор Володимирович       | 01.11.2010            | середня | член Партії регіонів                          | сільське фермерське господарство «Вест», голова                                   |
| 19                                                      | Краєв Кирил Георгійович           | 01.11.2010            | середня | член Партії регіонів                          | тимчасово не працює                                                               |
| Політична партія Всеукраїнське об'єднання «Батьківщина» |                                   |                       |         |                                               |                                                                                   |
| 1                                                       | Ізотова Марія Миколаївна          | 01.11.2010            | середня | член Всеукраїнського об'єднання «Батьківщина» | тимчасово не працює                                                               |
| 4                                                       | Кальчева Інна Михайлівна          | 01.11.2010            | вища    | член Всеукраїнського об'єднання «Батьківщина» | Баннівська загальноосвітня школа, вчитель                                         |
| 6                                                       | Кириленко Марія Іванівна          | 01.11.2010            | вища    | член Всеукраїнського об'єднання «Батьківщина» | Баннівська загальноосвітня школа, комірник                                        |
| 20                                                      | Стоянов Федір Іванович            | 01.11.2010            | середня | член Всеукраїнського об'єднання «Батьківщина» | колективне фермерське господарство «Катлабуг», тимчасо-во не працює               |
| Політична партія «Сильна Україна»                       |                                   |                       |         |                                               |                                                                                   |
| 14                                                      | Зарицький Дмитро Семенович        | 01.11.2010            | середня | член Політичної партії «Сильна Україна»       | сільське фермерське господарство «Спектор 2», голова                              |
| 17                                                      | Стоянова Оксана Іванівна          | 01.11.2010            | вища    | член Політичної партії «Сильна Україна»       | приватний підприємець «Стоянова», магазин-кафетерій «Транзит», голова             |
| Самовисування                                           |                                   |                       |         |                                               |                                                                                   |
| 11                                                      | Беров Іван Георгійович            | 01.11.2010            | вища    | позапартійний                                 | сільське фермерське господарство «Фортуна», голова                                |